# Les Écluses du Ciel
Les Écluses du Ciel est une série de bande dessinée scénarisée par Rodolphe, dont les deux dessinateurs sont Michel Rouge et François Allot.

## Synopsis
Gwen est un enfant allié aux créatures légendaires d'Armorique. Il rencontre un lutin blessé qu’il emmène chez la sorcière de la forêt, la fée Morgane, laquelle lui révèle son destin : combattre l’Église pour l'empêcher de tuer les créatures de la mythologie bretonne.

## Albums
1. La marque de Morgane
2. Les chevaux de la nuit
3. Gwen d'Armor
4. Avalon
5. Le pays blanc
6. Tombelaine
7. Tiffen

## Publication

### Éditeur
- Glénat (Collection Vécu) pour les 7 tomes. Deux intégrales sont parues en 2010.